# 金沢海みらい図書館
金沢海みらい図書館（かなざわうみみらいとしょかん）は、石川県金沢市寺中町にある公共図書館。2011年（平成23年）5月21日開館。金沢市図書館としては金沢市立玉川図書館や金沢市立泉野図書館などに続いて4番目に開館した。金沢市図書館はほぼ同規模の館が複数あることを特徴としており、海みらい図書館は3番目の大規模図書館である。金沢市の代表的な観光地には兼六園や金沢21世紀美術館が挙げられるが、本図書館も金沢市の新名所になりつつある。

## 歴史

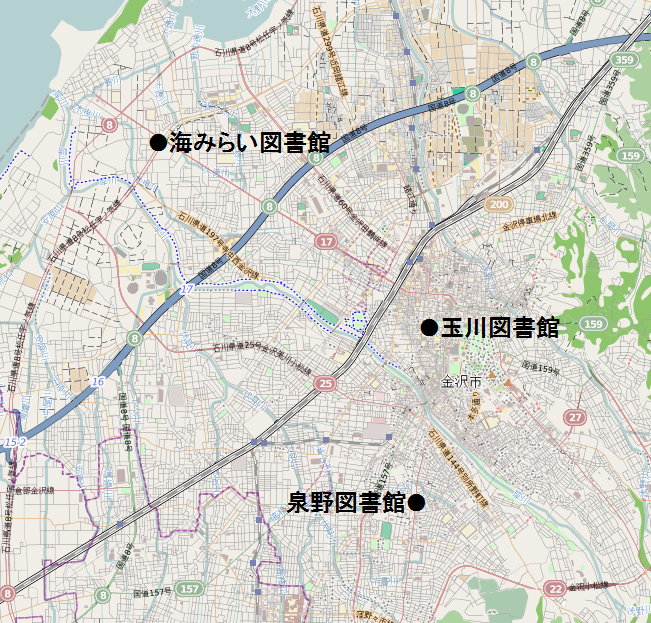
金沢市の主要3図書館の位置関係

金沢外環状道路海側幹線を整備する過程で、機械メーカーの別川製作所の工場が他所へ移転している。この土地は金沢外環状道路と石川県道17号金沢港線（金石街道）が交差する寺中町交差点の西側角にあり、金沢市は1999年（平成11年）に約12,000m2の土地を買収した。周辺は閑静な住宅街であるものの、工場や田畑が点在している。金沢市には規模の大きな図書館として金沢市立玉川図書館と金沢市立泉野図書館があったが、いずれもJR金沢駅より東側にあり、人口が増加中の金沢市西部地区には図書館が存在しなかった。2006年（平成18年）には西部地区の7校下町会連合会が金沢市に対して図書館建設を求める要望書を提出、金沢市はこの要望に応える形で図書館の建設を計画した。
金沢市は都市景観を守るために建物の高さ規制を実施しているが、当地は環状道路に面しているために規制が緩く、高さ20mまでの建物の建設が可能となった。金沢市は2008年（平成20年）6月にプロポーザルコンペを実施し、40社の中からシーラカンスK&Hを設計者に選定した。シーラカンスK&Hは北陸地方で坂井市立丸岡南中学校（福井県）と富山市立芝園中学校（富山県）などを設計したことがあったが、本格的な図書館の設計は初めてだった。10月には基本設計が完了し、2009年（平成21年）3月には実施設計が完了した。戸田建設を中心とする共同企業体(JV)によって10月に着工され、2011年（平成23年）3月に竣工した。総事業費は約45億円。
利用者数の年間目標は40万人に設定された。2011年5月21日に開館し、開館当日には5,461人が訪れた。開館1か月後時点では平日でも一日あたり3,000人以上が訪れている。開館から1年4か月後の2012年（平成24年）9月には利用者数が100万人を突破し、延べ3万人以上が交流ホール・集会室などの貸しスペースを利用した。2012年11月時点で入場者数は想定の1.5倍を記録しており、30代以下の若者の利用が多い。2012年にはレノボのノートパソコンのCMの撮影地となった。このCMにはタレントの中田英寿が出演しており、洗練された図書館として海みらい図書館自身も話題を呼んだ。

## 特色
| フロア | 用途                                                                             | 用途                                                                             |
| ------ | -------------------------------------------------------------------------------- | -------------------------------------------------------------------------------- |
| 3階    | 地域情報フロア （ものづくり情報コーナー・日本海情報コーナー）                    | 吹き抜け                                                                         |
| 2階    | 一般図書コーナー、生涯学習コーナー、レファレンスカウンター、インターネット席     | 一般図書コーナー、生涯学習コーナー、レファレンスカウンター、インターネット席     |
| 1階    | 総合カウンター、児童図書コーナー、交流ホール、ギャラリー、グループ活動室、集会室 | 総合カウンター、児童図書コーナー、交流ホール、ギャラリー、グループ活動室、集会室 |

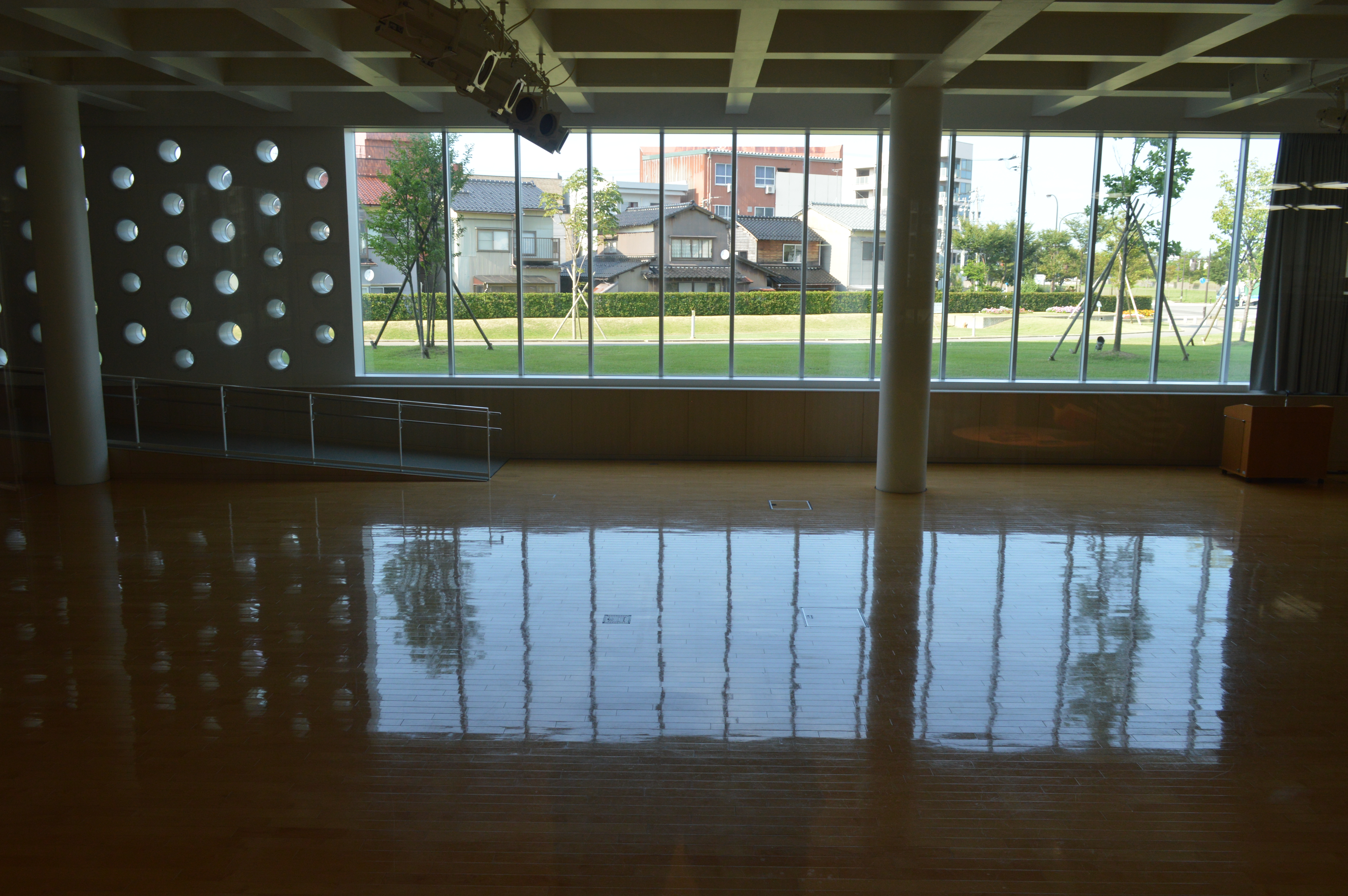
1階の交流ホール

図書館のほかに、交流ホール、集会室、グループ活動室などがあり、地域の交流施設としての機能も有する。1階の交流ホールは約250席を備えており、200インチの巨大スクリーンや可動ステージも有する。集会室は約30席、3つあるグループ活動室はそれぞれ約20席である。ギャラリーでは絵画展・写真展・作品展などを行うことができる。
3階の地域情報フロアにはものづくり情報コーナーと日本海情報コーナーが設置されている。ものづくり情報コーナーでは金沢のものづくりに関する文献などを収集しており、日本海情報コーナーでは環日本海の交流史に関する文献などを収集している。最大約40万冊まで収容可能であり、開館時の蔵書数は約17万冊である。

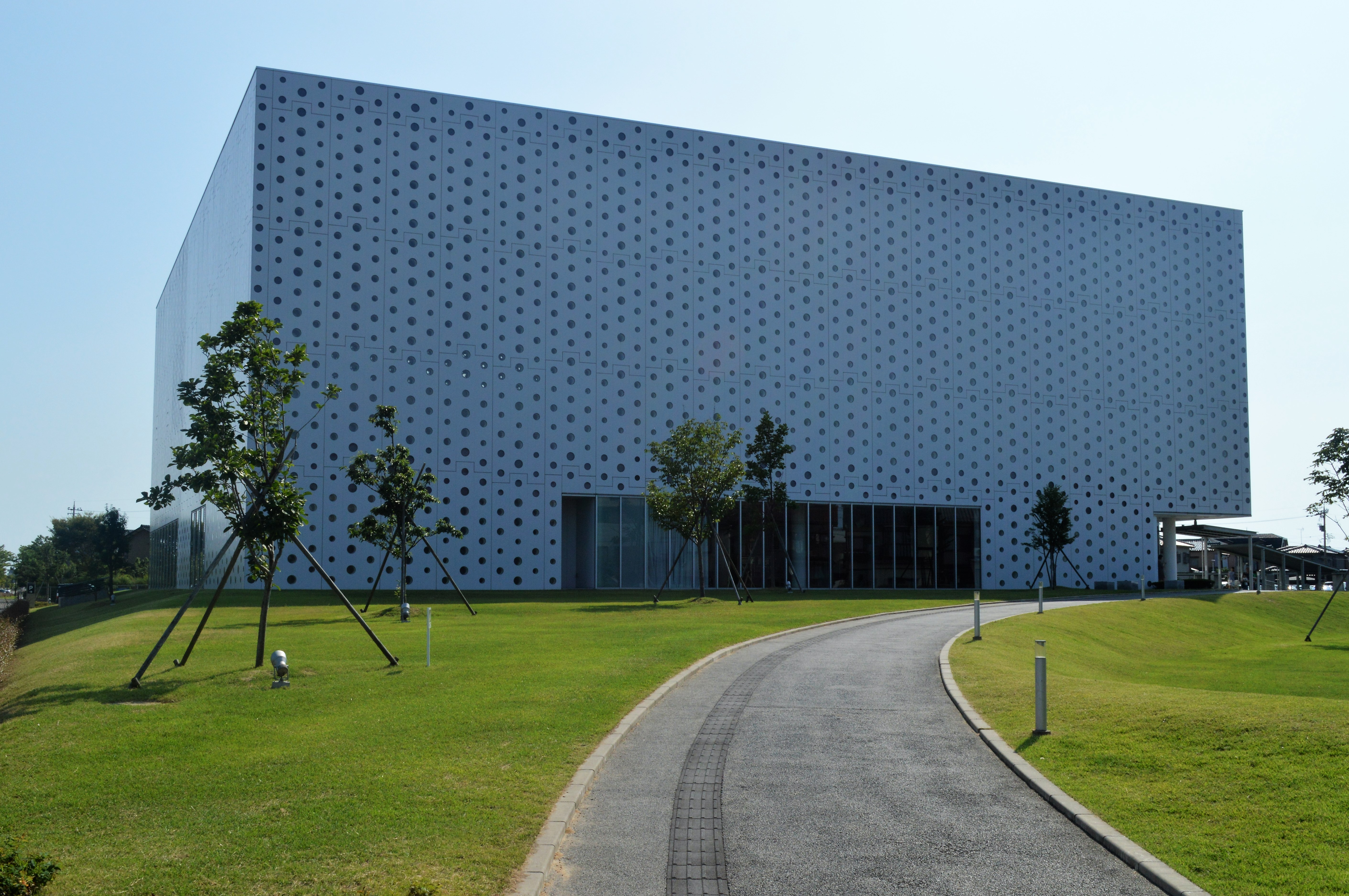
芝生広場となっている建物北側

壁際には閲覧席が設けられており、すべての書架はパンチングウォールから距離を置いて自立している。シーラカンスK&Hの工藤和美と堀場弘は設計にあたって「空気のボリュームと質感」を重視しており、開放感と落ち着きを兼ね備えたワンルーム型の図書館としてフランス国立図書館(BnF)リシュリュー館（旧館）を引き合いに出している。敷地全体が公園のような環境であり、建物北側には約4,100m2の芝生広場が広がっている。寺中町交差点からは建物に向かって弧を描いた歩行者用アプローチが伸びており、芝生広場に設けられた谷戸は調整池を兼ねている。夜間には円窓から光が漏れ、巨大な行燈のように輝く。
石川県内の公立図書館としては初めて自動化書庫を導入した。1階の総合カウンターには自動貸出機を設置しており、貸出冊数の約90%は自動貸出機で貸し出されている。館外貸出対象者は金沢市在住・在勤・在学者に加えて、白山市・かほく市・内灘町・津幡町・野々市市在住者にも認められている。
日本国内のみならず、日本国外から訪れる建築愛好家も多い。アメリカ建築家協会の会員約80人が日本ツアーの一環として訪れたほかに、2012年12月までにはノルウェーや香港など日本国外から約10団体が視察に訪れた。撮影許可を撮れば館内での写真撮影が可能である。

## 建築
建物は地下1階・地上3階建であり、平面は約45m×45m、高さ約19mの直方体である。約6,000個の円窓を埋め込んだ白色の外壁が特徴である。1階から3階までの3層の床に巨大な箱をかぶせたような形を、設計者のシーラカンスK&Hは「ケーキのハコ」と表現している。2階・3階部分には大きな吹き抜け空間が生まれるため、全館避難安全検証を行って国土交通大臣認定を取得している。

### パンチングウォール

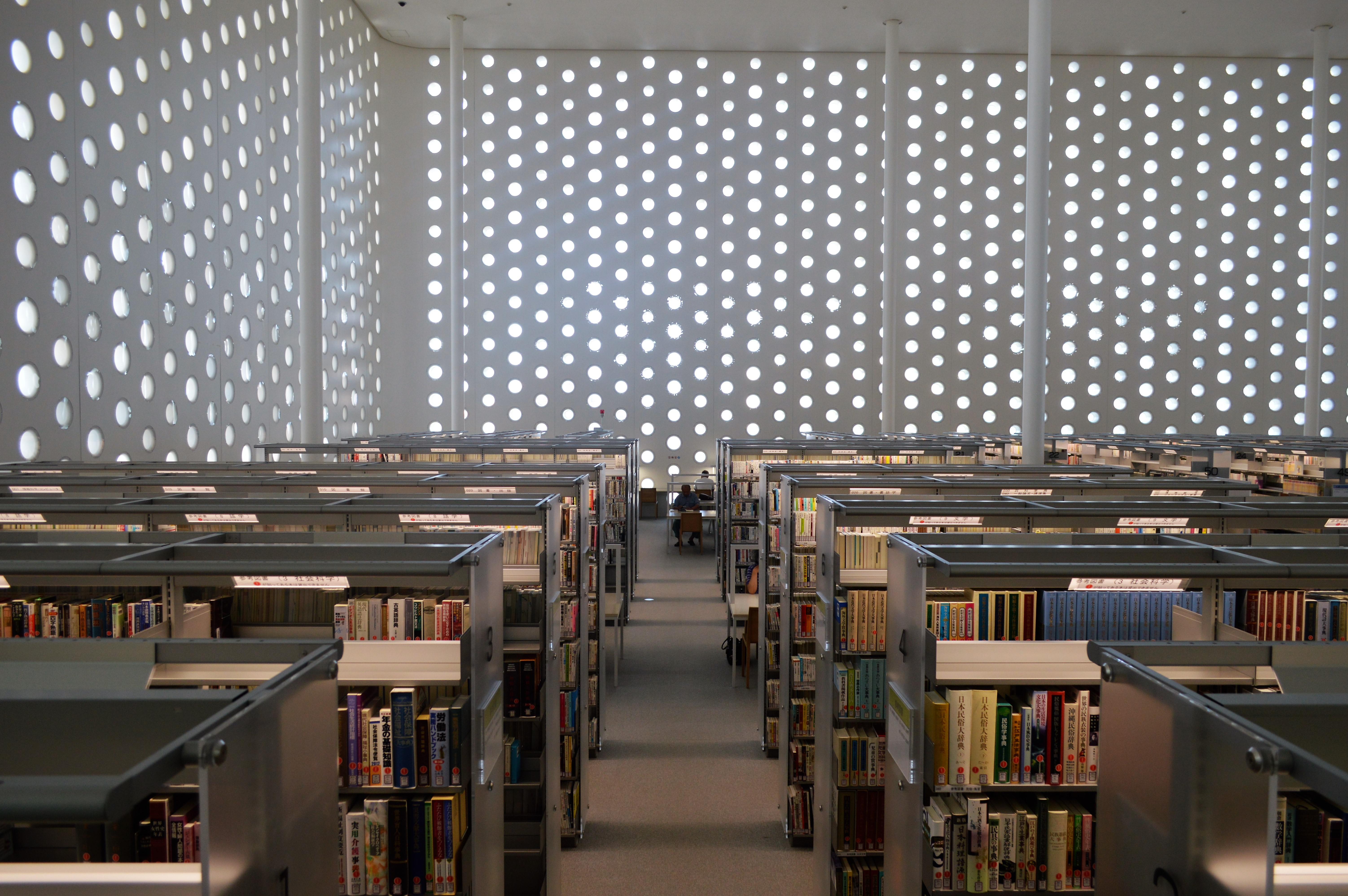
高さ12mの吹き抜け空間を実現した閲覧室

金沢市は積雪が多いため、天窓（トップライト）で採光するのは困難である。シーラカンスK&Hは100パターン以上の円窓をシミュレーションし、大きさや透過度に差がある天窓を配置することで統一感のある光が入ることを突き止めた。大胆な吹き抜けを取り入れた閲覧室には水平加重を負担するものがないため、垂直の柱に斜材を配した鉄骨フレームで外壁を組み立て、この鉄骨フレームと重ならないように円窓を配している。
外壁は縦400cm×横204cm×厚さ1.5cmのガラス繊維補強セメント(GRC)パネル520枚で構成されており、1枚のパネルに18個の円窓が設けられている。室内側には厚さ0.6cmのスチールパネルが用いられている。双方のパネルの間にラッパ型のアルミ枠がはめ込まれており、アルミ枠の外側は円形のガラスブロックで、内側はポリカーボネイト板で閉じられている。
このようにアルミ枠とガラスブロック/ポリカーボネイト板で円窓が生み出されており、6,000個にも上る円窓の大きさは20cm、25cm、30cmの3種類がある。円窓の内側は38cm、41cm、44cmの3種類であり、外側から見た場合よりも大きさの差異を感じさせないようになっている。ガラスブロックには紫外線を和らげるための熱線吸収ガラス、網入りガラス、すりガラスなど数種類が用いられ、円窓の設置場所によって種類が変えられている。円窓は「海の泡」に例えられることもある。

### 内部

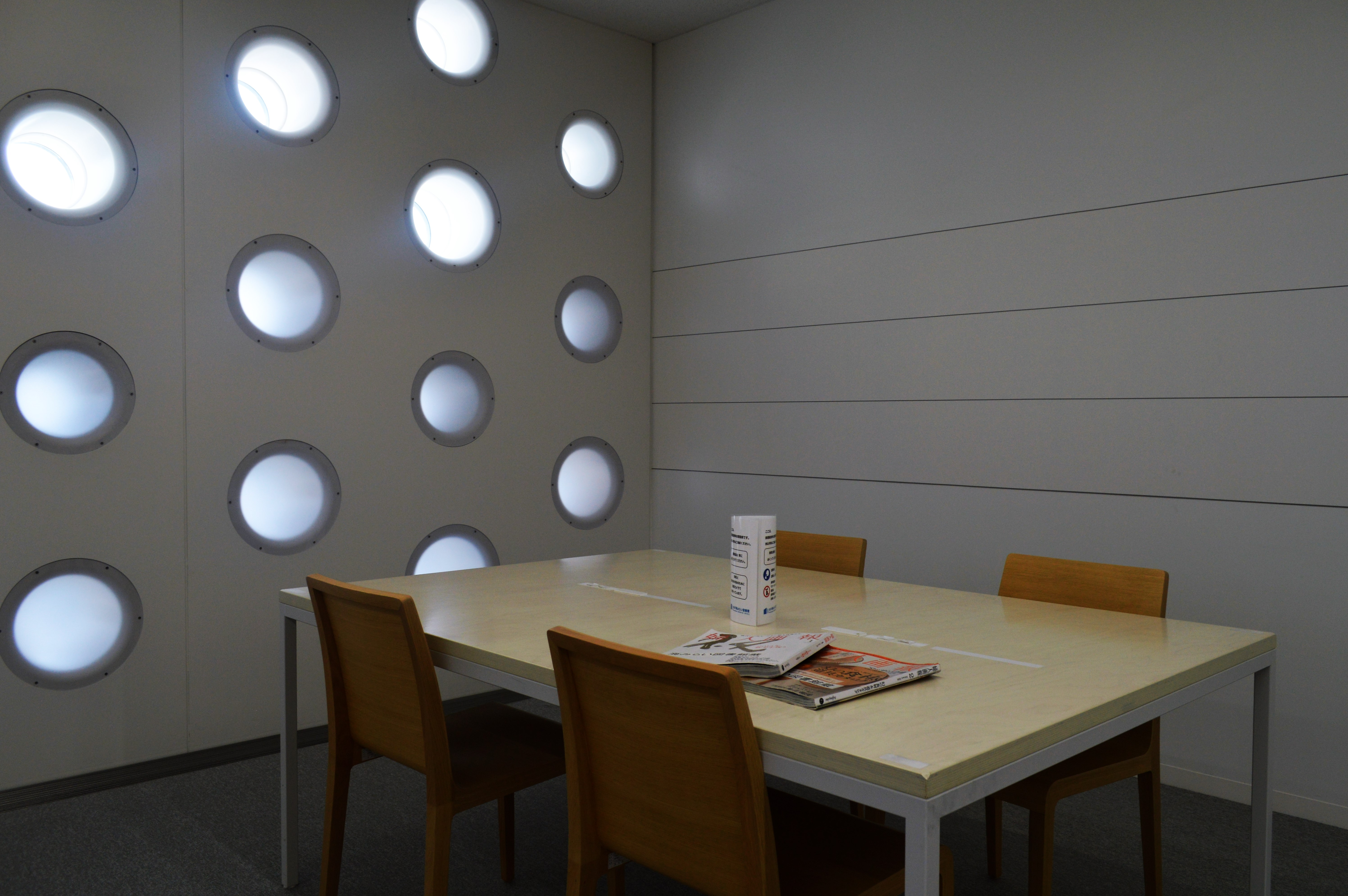
藤江和子による什器

一般閲覧室は2階と3階にあるが、建物北側の約6割は吹き抜け空間となっており、吹き抜けの天井高は12mである。直径30cmと細い鋼管25本が鉛直荷重を保持している。円窓を通じて直射日光が入るのは開館前と夕方の数時間のみであり、ガラスにセラミックプリント処理を施すことで室内に水玉模様が浮かび上がるのを防いでいる。円窓を採用したことで窓の開閉が困難となったため、屋根には大工場が用いるような自然換気装置が設けられている。
吹き抜けの天井部分には照明器具が設置されていない。2階の中央部には円筒型の螺旋階段室があり、階段室上部には時間帯や天候に応じて四面を照らす照明を配置して自然光を補っているが、円窓からの採光と階段室の補助照明以外には書架と床面を照らす書架照明のみである。これらによって照度は280-430ルクスに達しており、天井部分に照明がないことによる問題は特に起こっていない。
書架は日本ファイリング製の既製品をカスタマイズして使用している。書架照明には山田照明が新たに開発した器具を用いている。書架の間隔は170cm、通路幅は190cmである。テーブルやカウンターなどは既製品も使用しているが、藤江和子によるデザインのものも使用しており、ホワイトバーチ合板に白色のウレタンで統一されている。金沢産の広葉樹を使用した椅子もある。円形蛍光灯を使用したスタンド照明はヤマギワ製である。空調システムはオンドルのように床下を利用しており、冷暖房ともに気流感を感じさせないようなごく低速で噴出させている。

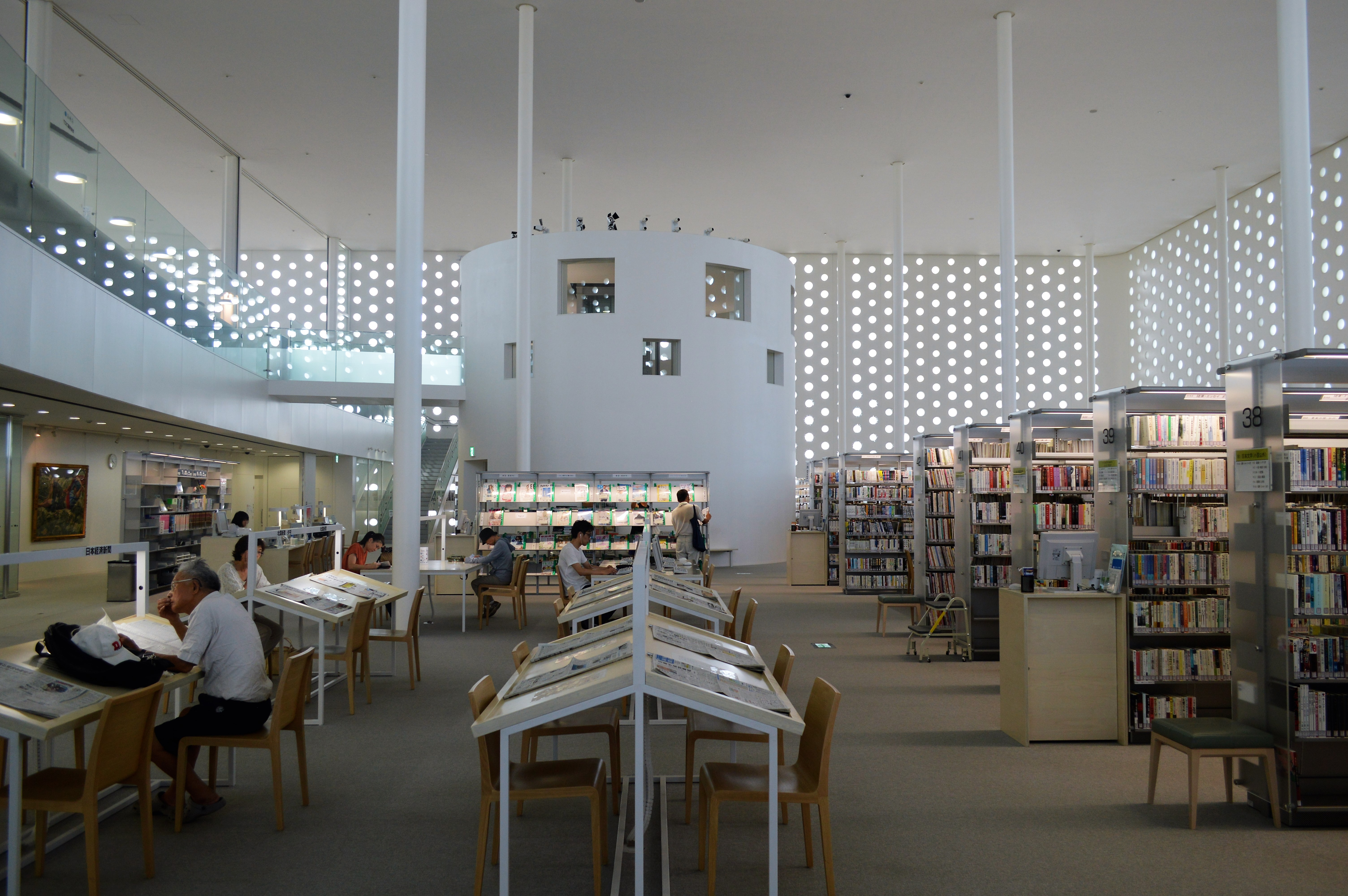
天井を支持する直径30cmの鋼管
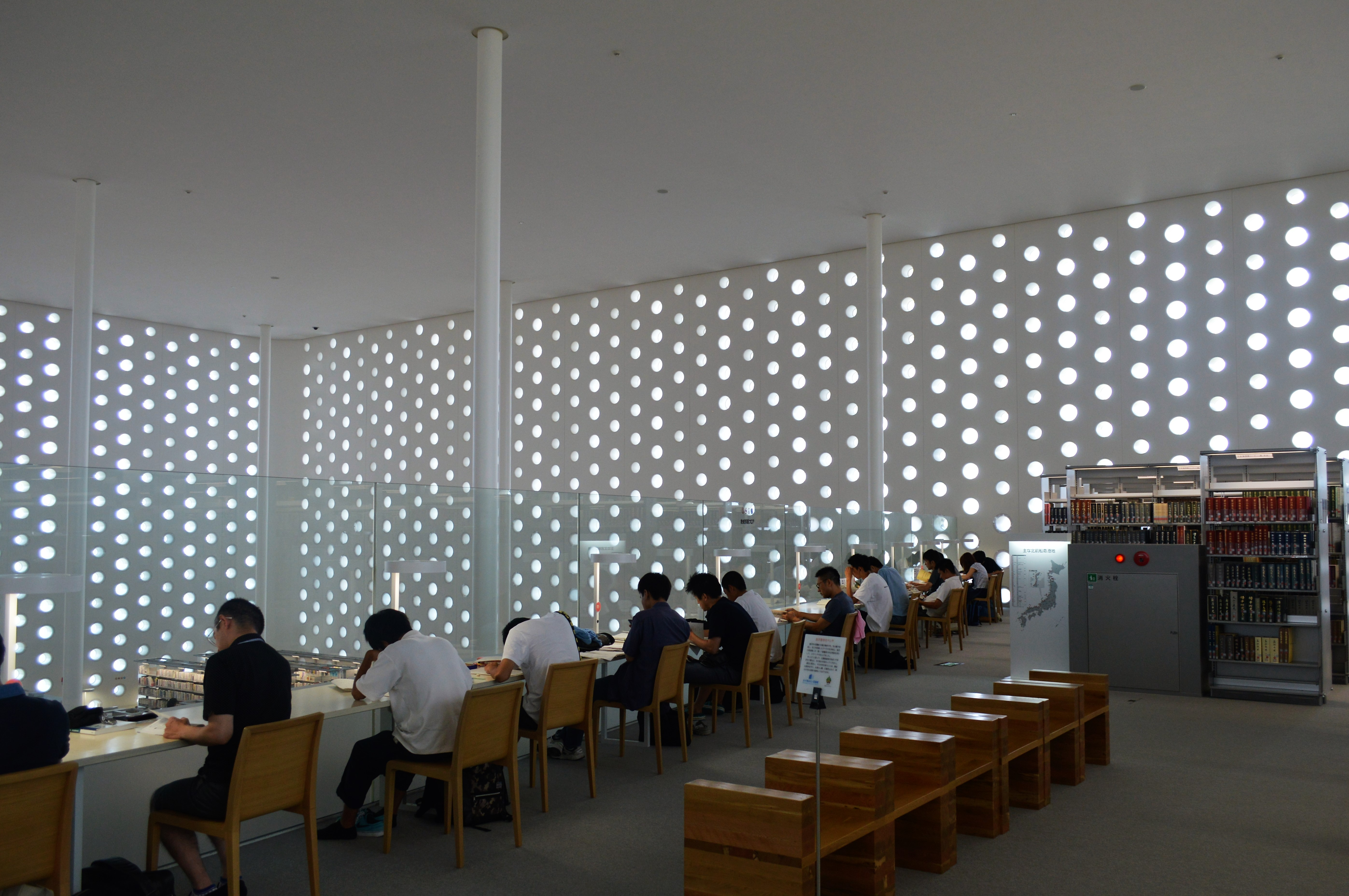
2階を見下ろせる3階の学習席
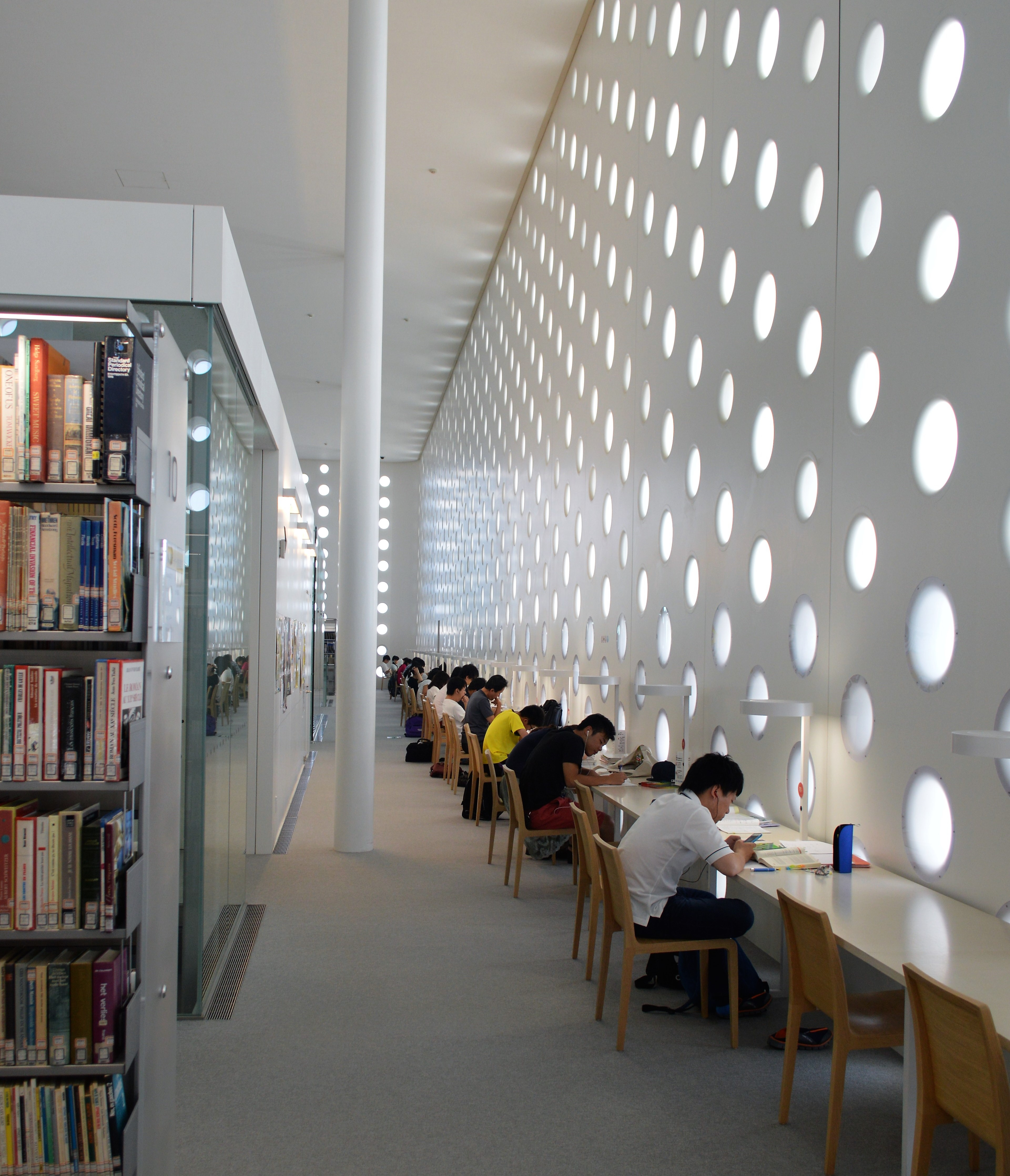
2階の外壁に配された閲覧席
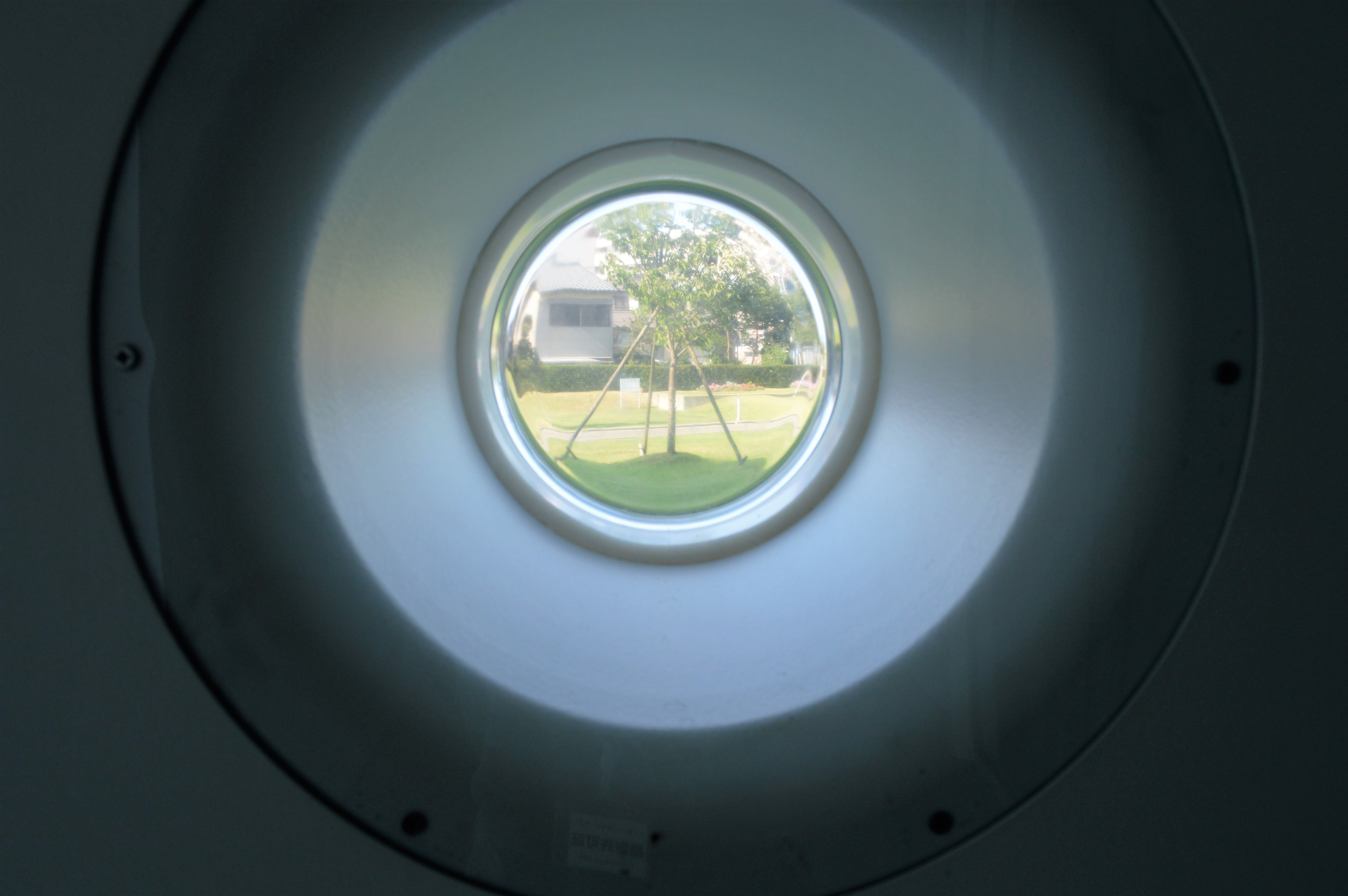
近づいて見た円窓

## 交通
金沢市中心部や金沢駅付近と日本海に面する金石地区を直線的に結ぶ石川県道17号金沢港線（金石街道）では、北鉄バスの路線が運行されている。図書館の最寄りのバス停は「金沢海みらい図書館前」バス停である。
金沢市郊外を環状に結ぶ金沢外環状道路の海側幹線ではバス路線が運行されていなかったが、金沢市と北陸鉄道は図書館開館に合わせて2011年5月21日から、金沢市みどりの「みどり二丁目」バス停と北陸鉄道本社のある「西割出」バス停を結ぶ路線バスを期間限定で運行した。この路線バスは2011年11月30日まで毎日運行され、「金沢海みらい図書館」バス停が臨時設置された。

## 受賞歴
- 2011年 金沢都市美実行委員会「金沢都市美文化賞」
- 2011年 石川県建築士会「石川建築賞」
- 2012年 フレーバーピル「世界で最も美しい公共図書館ベスト25」[31]
- 2012年 シカゴ・アテネウム（英語版）&ヨーロッパ建築アートデザインセンター「国際建築賞（英語版）」
- 2012年 日本デザイン振興会「グッドデザイン賞」[32]
- 2012年 日本建築家協会「日本建築大賞 日本建築家協会賞」
- 2012年 建築設備綜合協会「環境・設備デザイン賞 建築・設備統合デザイン部門 最優秀賞」」
- 2012年 中部建築賞協議会「中部建築賞」
- 2013年 国際インテリアデザイン協会「アジア太平洋デザイン建築賞」文化・学術・教育分野最優秀賞[31][33]
- 2013年 BBC「世界の素晴らしい公立図書館4館」（世界のスーパーライブラリー）[31][33]
- 2013年 オープンエデュケーションデータベース「世界の近未来的図書館10」[31]
- 2013年 日本建設業連合会「第54回BCS賞」[34]
- 2013年 日本図書館協会「日本図書館協会建築賞」
- 2014年 旅行ガイド・フォダーズ（英語版）「世界の魅力的な図書館ベスト20」[31][35]
- 2015年 日本建築学会「日本建築学会作品選奨」[36]

## 基礎情報
- 開館時間 : 平日は午前10時から午後7時、土曜・日曜・祝日は午前10時から午後5時[15]
- 休館日 : 水曜日、特別整理期間、年末年始[15]
- 館外貸出対象者 : 金沢市在住・在勤・在学者、白山市・かほく市・内灘町・津幡町・野々市市在住者[15]
- 貸出制限 : 最大10冊・最大2週間[15]
- アクセス : 北鉄バス「金沢海みらい図書館前」バス停から徒歩1分[15]　 　　　　　 　　　　　　　　　　　　　　　　　　　　　　　　　　　　　　　　　自動車　金沢駅方面から　金石街道「木曳野小前」交差点を右折 白山市方面から　金沢外環状道路海側幹線より右折